# JoAnna Cochenet
JoAnna M. Cochenet-Gallastegui (West Allis, Estats Units d'Amèrica, 14 de novembre de 1985) és una violinista, música, compositora i directora d'orquestra estatunidenca.

## Biografia
Cochenet va néixer el 14 de novembre de 1985 en West Allis en el comtat de Milwaukee (Wisconsin, EUA). Va assistir a l'institut West Allis Central High School (West Allis).
Va estudiar el grau en música (Bachelor of Music) en la universitat Coe College de Cedar Rapids (Iowa, els EUA) (2004-2008). Posteriorment, va obtenir un màster en música (Masters in Music) en direcció d'orquestra i viola en la Universitat de Wisconsin-Milwaukee en 2010, amb la tesina de màster «From Score Selection to the Performance: Teaching from the Podium – Discussion and Analysis of Works by Copland, Schubert, Kimber, Vivaldi, Vaughan-Williams, and Kilar».
Va obtenir el doctorat en arts musicals (DMA) en direcció d'orquestra en la Universitat de Nevada en Reno (Reno) en 2024, amb la tesi «The Sound of Struggle: A Study and Comparison of Expressive Musical Features from Works by "Dweller" Composers (1933-1956)».
Cochenet s'ha format en direcció orquestral amb mentors com Jorma Panula, Dwight Oltman, Markand Thakar, Diane Wittry, Harold Farberman, Thomas Wilkins, Christian Măcelaru, Kenneth Kiesler i Philip Lasser, entre d'altres.

## Trajectòria
Com a directora d'orquestra, Cochenet ha dirigit diferents orquestres als Estats Units o Ucraïna, com l'Orquestra Nacional Presidencial d'Ucraïna, l'orquestra de cambra Baltimore Chamber Orchestra de Baltimore, l'orquestra Bard Conductors Institute Orchestra, l'orquestra simfònica Omaha Symphony d'Omaha, l'orquestra simfònica Mason Symphony Orchestra (George Mason University) o la University of Wisconsin-Milwaukee Orchestra.
En la temporada 2015-2016, Cochenet va dirigir l'orquestra de corda Northeast String Orchestra de Nova York.
A la tardor de 2021 va ser elegida directora membre de l'orquestra simfònica Allentown Symphony Orchestra de Allentown (Pennsylvania, EUA).
En 2022 Cochenet va dirigir l'orquestra simfònica UNR Symphony Orchestra de la Universitat de Nevada en Reno (Reno), dirigint diferents peces del compositor estatunidenc Erich Korngold. En 2023 Cochenet va ser una de les directores del concert d'honor de l'orquestra simfònica UNR Symphony Orchestra de la Universitat de Nevada en Ren, dirigint l'Obertura del festival acadèmic de Brahms.
En 2023 Cochenet va exercir com a directora de l'òpera Acis i Galatea de Händel en l'òpera de cambra Nevada Chamber Opera. En 2023 també va ser directora adjunta de La Flauta Màgica de Mozart en el Prague Summer Nights de Praga (República Txeca). A l'estiu del 2023 va ser directora convidada del concert "Broadway and Beyond Concert" de l'Accord Symphony Orchestra.
En 2023 va ser seleccionada com a directora participant plena en el 7è programa anual Cascade Conducting en Tacoma (Washington, EUA), tenint com a mentora a la directora d'orquestra britànica Sarah Ioannides. Al juny de 2024 va dirigir l'orquestra amb l'obra Simfonia núm. 2 de Beethoven en el concert final del programa anual.
A finals del 2024, Cochenet es va exercir com a directora adjunta de l'Orquestra Simfònica de Bainbridge (BSO) (Bainbridge Island, Washington), durant la temporada 2024-2025.
Com a violinista i violista, Cochenet ha tocat, entre d'altres, l'Orquestra Simfònica d'Omaha, l'Orquestra de Cambra de Washington, l'Orquestra Filharmònica dels Móns Distants i l'Orquestra Simfònica d'Olympia. Va tocar amb l'Orquestra de Cambra de Washington de Washington DC (EUA) com a viola la temporada 2020-2021, sota la direcció del director coreà-nord-americà Jun Kim.
A més de la direcció d'orquestra, Cochenet també imparteix docència de música a la universitat. Va ser professora d'història i literatura de la música a la Facultat de Música de la Universitat George Mason. Així mateix va ser professora ajudant a la Universitat de Nevada a Reno (Facultat de Música). També ha impartit docència a l'Escola de Música Levine. Des del 2021 imparteix docència a la Facultat de Música de la Northern Virginia Community College (NVCC).
Cochenet és membre de l'Aliança Internacional de Dones en la Música (IAWM).

## Vida privada
Està casada amb el director d'orquestra espanyol Juan Gallastegui.

## Publicacions
- "Clinic Ideas for Your Ensemble or Organization", The Bridge, Newsletter of the New York Chapter of American String Teachers Association, 2015.
- "The Dilemma of (and Solutions for) Trying to Be Creative", American String Teacher Journal, 2015.
- "A Woman Leading An Orchestra", Women in Higher Education, Vol 24, Issue 2, 2015.[23]